# Luis Mosquera
Luis "Leticiano" Mosquera (Leticia, Amazonas, 25 de mayo de 1989) es un exfutbolista colombiano. Jugaba como lateral izquierdo, durante una década que estuvo activo en el fútbol profesional anotó 15 goles en 313 partidos además se consagró campeón en dos oportunidades con Millonarios. Fue participante del reality Desafío: The Box.

## Trayectoria

### Inicios
Mosquera llegó a Bogotá en el año 2006, cuando tenía 17 años, buscando una oportunidad de ser futbolista profesional. Jugó en varios equipos aficionados de la capital colombiana como, Fotocopias Silva e Independiente Distrital y en torneos aficionados tradicionales de la ciudad como el Torneo del Tabora, donde fue la figura del evento en el año 2008. Allí fue observado por el técnico Luis Augusto García y llevado a Millonarios. Fue incluido en la categoría sub-20 dirigida por Cerveleon Cuesta Delgado  A los seis meses ya estaba en el equipo profesional, después de que lo llamara el técnico Óscar Héctor Quintabani.
En ese mismo año 2008, hizo parte de la nómina campeona del torneo de Primera C. También jugó en la Selección juvenil de Bogotá de aquel año.

### Millonarios
Debutó como profesional en un juego amistoso internacional frente a Liga Deportiva Universitaria de Portoviejo, que el equipo azul ganó 3-1 en Manta, Ecuador el 21 de enero de 2009.
Luego debutó oficialmente en la Copa Colombia 2009. En su segundo partido dentro de este evento copero, se lesionó el ligamento cruzado anterior, cuando estaba a punto de debutar en la Liga Colombiana. Estuvo sin jugar diez meses.
Debutó el sábado 13 de febrero de 2010 en la Categoría Primera A colombiana en la tercera fecha del Torneo Apertura 2010, cuando ingresó a los 46 minutos por Omar Andrés Rodríguez en el juego que finalizó empatado 0-0 entre Millonarios y Deportes Quindío, en el Estadio Nemesio Camacho El Campín.
Su primer gol como profesional lo anotó el 28 de marzo de 2010 en la victoria de Millonarios 2-1 sobre Santa Fe en la edición 259 del clásico bogotano.
El día miércoles 13 de febrero de 2013, en cumplimiento de la primera fecha de la Copa Colombia 2013 marca su primer triplete en el partido que Millonarios derrota 5-1 a Expreso Rojo.
Se iría del club embajador en el Finalización 2015 después de permanecer por siete años con 193 partidos jugados y 14 goles convertidos.

### Deportivo Pasto
Para el 2016 es confirmado como refuerzo del Deportivo Pasto, con el cuadro volcánico recuperó su nivel siendo uno de los mejores jugadores del apertura 2016 disputando 18 de los 20 partidos de la liga. Al final de la temporada el América de Cali bajo la dirección técnica de Hernan Torres quien ya lo había dirigido en Millonarios se fijaron en el con una muy buena propuesta económica pero el Leticiano declino del club escarlata dado que no quería jugar en la segunda división días después apareció en territorio antioqueño siendo confirmado como nuevo refuerzo del Rionegro Águilas.

### Águilas Doradas
Para mitad del 2016 llega a Águilas Doradas Rionegro como su nuevo lateral Izquierdo. El 1 de abril de 2017 marca su primer gol con el club dándole la victoria 2 por 1 sobre Patriotas Boyacá en la Liga.

## Clubes
| Club            | País     | Año         |
| --------------- | -------- | ----------- |
| Millonarios     | Colombia | 2009 - 2015 |
| Deportivo Pasto | Colombia | 2016        |
| Águilas Doradas | Colombia | 2016 - 2019 |
| Atlético Huila  | Colombia | 2019        |

## Estadísticas
- Fuente 1

| Club                       | Div                 | Temporada           | Liga  | Liga  | Copa Nacional * | Copa Nacional * | Copa Internacional ** | Copa Internacional ** | Total | Total |
| Club                       | Div                 | Temporada           | Part. | Goles | Part.           | Goles           | Part.                 | Goles                 | Part. | Goles |
| -------------------------- | ------------------- | ------------------- | ----- | ----- | --------------- | --------------- | --------------------- | --------------------- | ----- | ----- |
| Millonarios · Colombia     | 1ª                  | 2009                | 0     | 0     | 2               | 0               | -                     | -                     | 2     | 0     |
| Millonarios · Colombia     | 1ª                  | 2010                | 30    | 2     | 9               | 0               | -                     | -                     | 39    | 2     |
| Millonarios · Colombia     | 1ª                  | 2011                | 36    | 4     | 13              | 1               | -                     | -                     | 49    | 5     |
| Millonarios · Colombia     | 1ª                  | 2012                | 24    | 2     | 5               | 0               | 0                     | 0                     | 29    | 2     |
| Millonarios · Colombia     | 1ª                  | 2013                | 21    | 1     | 7               | 3               | 5                     | 0                     | 33    | 4     |
| Millonarios · Colombia     | 1ª                  | 2014                | 17    | 0     | 5               | 0               | 0                     | 0                     | 22    | 0     |
| Millonarios · Colombia     | 1ª                  | 2015                | 15    | 1     | 4               | 0               | -                     | -                     | 19    | 1     |
| Millonarios · Colombia     | Total               | Total               | 143   | 10    | 45              | 4               | 5                     | 0                     | 193   | 14    |
| Deportivo Pasto · Colombia | 1ª                  | 2016                | 18    | 0     | -               | -               | -                     | -                     | 18    | 0     |
| Deportivo Pasto · Colombia | Total               | Total               | 18    | 0     | 0               | 0               | 0                     | 0                     | 18    | 0     |
| Águilas Doradas · Colombia | 1ª                  | 2016                | 19    | 0     | -               | -               | -                     | -                     | 19    | 0     |
| Águilas Doradas · Colombia | 1ª                  | 2017                | 28    | 1     | 2               | 0               | 2                     | 0                     | 32    | 1     |
| Águilas Doradas · Colombia | 1ª                  | 2018                | 21    | 0     | 1               | 0               | -                     | -                     | 22    | 0     |
| Águilas Doradas · Colombia | 1ª                  | 2019                | 10    | 0     | -               | -               | 1                     | 0                     | 11    | 0     |
| Águilas Doradas · Colombia | Total               | Total               | 78    | 1     | 3               | 0               | 3                     | 0                     | 84    | 1     |
| Atlético Huila · Colombia  | 1ª                  | 2019                | 18    | 0     | -               | -               | -                     | -                     | 18    | 0     |
| Atlético Huila · Colombia  | Total               | Total               | 18    | 0     | 0               | 0               | 0                     | 0                     | 18    | 0     |
| Total en su carrera        | Total en su carrera | Total en su carrera | 257   | 11    | 48              | 4               | 8                     | 0                     | 313   | 15    |

### Hat-tricks
Partidos en los que anotó tres o más goles:
| 1 | 13 de febrero de 2013 | Estadio El Campin, Bogotá | Millonarios - Expreso Rojo |  | 5 - 1 | Copa Colombia 2013 |

## Palmarés

### Campeonatos nacionales
| Título              | Club        | País     | Año  |
| ------------------- | ----------- | -------- | ---- |
| Copa Colombia       | Millonarios | Colombia | 2011 |
| Torneo Finalización | Millonarios | Colombia | 2012 |

## Activismo
Durante la Pandemia de COVID-19 en Colombia, Mosquera fue un fuerte portavoces de las pésimas condiciones que se vivieron en el Departamento del Amazonas debido a los malos manejos que los gobernantes de la época le dieron a la situación. A través de sus redes sociales Mosquera se encargó de comunicar la verdadera situación que se vivió en la ciudad de Leticia, 
 Amazonas hasta que ésta fue mejorando.

## Filmografía

### Reality
| Año  | Título           | Canal              | Rol          |
| ---- | ---------------- | ------------------ | ------------ |
| 2022 | Desafío: The Box | Caracol Televisión | Participante |